# Danny Drinkwater
Daniel Drinkwater Noel (Manchester, 1990. március 5. –) angol válogatott labdarúgó, a Reading játékosa, kölcsönben a Chelseatől.

## Pályafutása

### Válogatott
Az angol felnőtt válogatottban 2016. március 29-én mutatkozott be a hollandok ellen.

## Díjai, elismerései
Leicester City
- - Championship bajnok: 2013-14
  - Championship az év csapatának tagja: 2013-14
  - Leicester City FC az év játékosa: 2013-14
  - Premier League bajnok: 2015- 16